# Miroszka (przystanek kolejowy)
Miroszka – przystanek osobowy(Gnieźnieńska Kolej Wąskotorowa) w Miroszce, w województwie wielkopolskim, w Polsce. Oddany do użytku w 1896 roku. Znajdowała się tutaj również ładownia o długości 95,5 m.

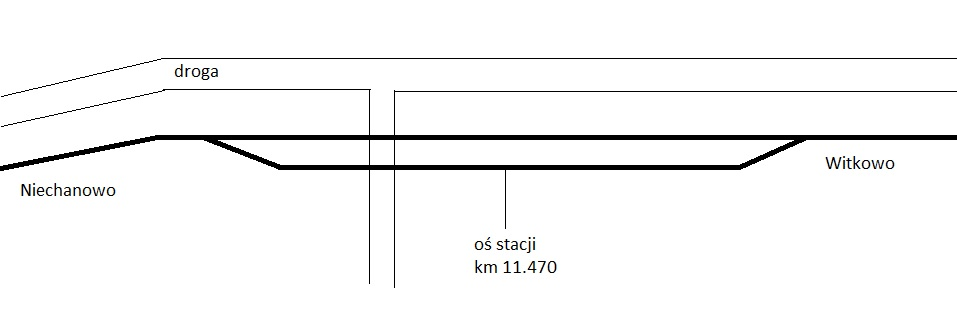
Szkic przystanku osobowego Miroszka

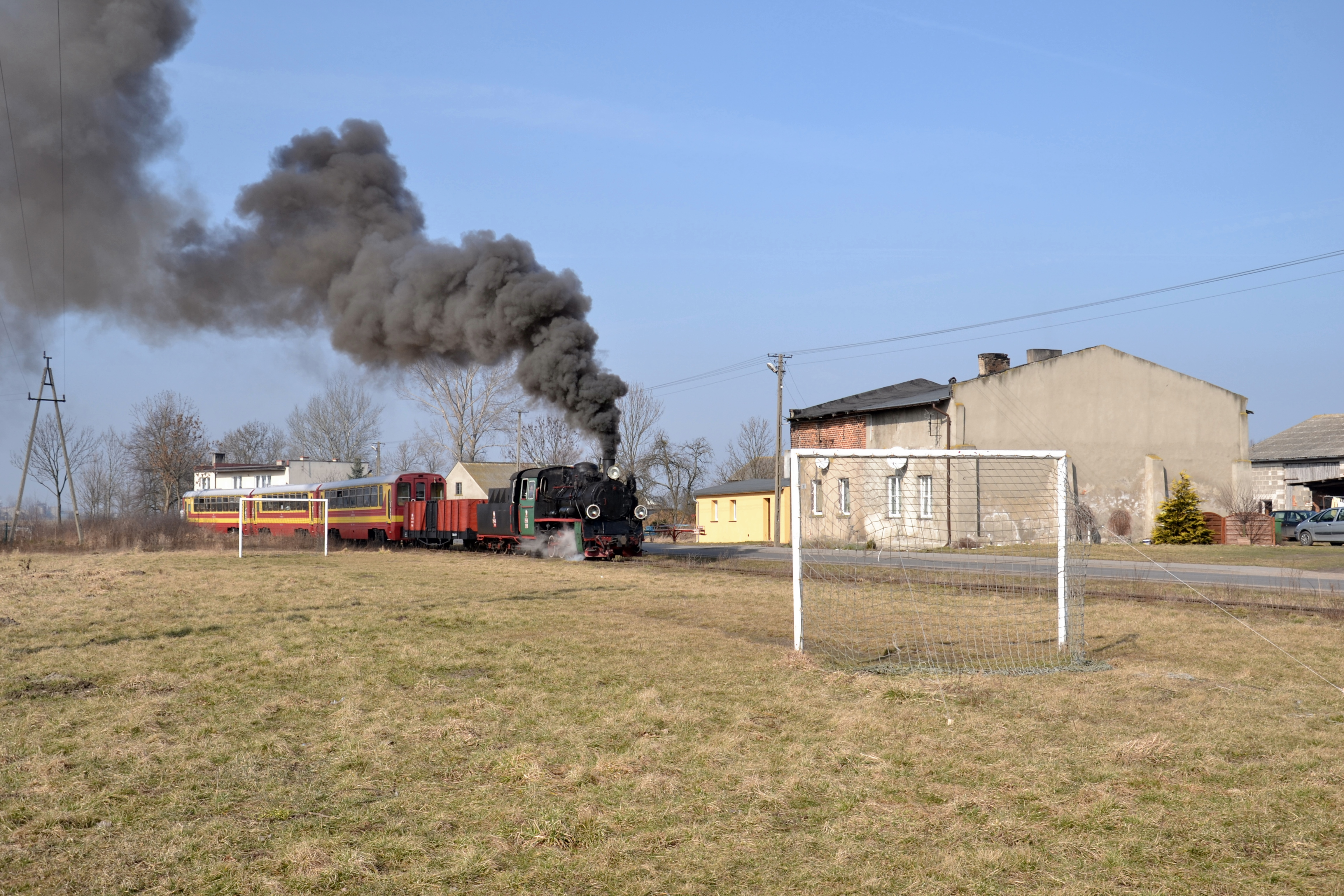
Px48-1919 w Miroszce